# Luisa Fernández
Luisa Fernández (Vigo, 1961. augusztus 14. –) spanyol anyanyelvű, Németországban élő popénekesnő. Az 1970-es évek végén vált ismertté a diszkókedvelők körében a Lay Love on You című dallal. Az 1980-as évek közepétől bő egy évtizedig Peter Kenttel közösen készített lemezeket, zömmel spanyol nyelven. Némi kihagyás után az új évezredben visszatért a könnyűzene világába.

## Pályafutása
A spanyol anyanyelvű Luisa elsőként Németországban vált népszerűvé. Kolléganőjéhez, Sandra Cretuhoz hasonlóan egy tehetségkutató versenyen figyeltek fel rá: az Alveslohében tartott megmérettetés idején Luisa 16 esztendős volt, s magabiztosan győzedelmeskedett. Mivel a popzene moguljai akkoriban már tisztában voltak azzal, hogy a tizenévesek jelentik a legfontosabb vásárlóerőt a könnyűzene piacán, ezért igyekeztek a tiniknek az ő korosztályukból származó sztárokat gyártani. E szemléletet követve, David Parker producernek köszönhetően került Luisa Fernandez is a sztárcsinálás gépezetébe. A Lay love on you című bemutatkozó kislemeze 1978 márciusában jelent meg, és a német toplistán a 7. helyig jutott. A felvétel Ausztriában az 5., Svájcban pedig a 15. helyig kúszott fel az ottani slágerlistákon, Belgiumban meg egyenesen aranylemez lett.
A következő kislemez mindjárt német és spanyol változatban is elkészült, ám a dal egy másik énekesnő, Tina York előadásában sikeresebbnek bizonyult. Luisa producerei ezért visszatértek a bevált recepthez: a következő kislemez, a Give Love a Second Chance kísértetiesen emlékeztet az első sláger, a Lay Love on You stílusára mind a hangszerelést, mind az előadásmódot illetően. A Disco darling című 1978-as LP-ről a Stop (When You Do What You Do) című dal szintén népszerűnek bizonyult, olyannyira, hogy a Linda and the Funky Boys nevű formáció is a műsorára tűzte. Az album nyitófelvétele, a Granada című tradicionális dal pedig akkoriban az ugyancsak spanyol Baccara előadásában is lemezre került. 1979-ben jött a második nagylemez, a Spanish Dancer. Erről a címadó dal mellett a We all love you Superman című felvétel lett sláger. 1980-ban Luisa a La Bionda fivérek szerzeményét énekelte kislemezre (Love me tonight), ám a dalból maguk a szerzők is lemezt jelentettek meg D. D. Sound néven.
A '80-as évek elején a diszkózenének bealkonyult, s a műfaj számos egykori sztárjához hasonlóan eleinte Luisa sem találta helyét a megváltozott popzenei fronton. Szerencsére megismerkedett a producerként is ténykedő népszerű német énekessel, Peter Kenttel (It’s A Real Good Feeling, Stop ’n’ Go stb.): 1986 és 1997 között duóban dolgoztak. (Mellesleg az életben is egy párt alkottak.) Elsősorban spanyol nyelven énekeltek, ennek ellenére dalaik továbbra is inkább a német nyelvterületen voltak különösen sikeresek. A Sólo por ti című közös felvételük Ausztriában a slágerlista élére került, de szép sikert könyvelhettek el például az Y tú, a Con esperanza vagy a Quizás, quizás, quizás című dallal is. 1997 után Luisa néhány évig a családjának szentelte magát, hiszen az évek folyamán két kisfia (Joshua és Alex) született. A Bad Bramstedtben élő énekesnő egy ottani producer, Michael Matzen javaslatára kezdett el a popszakmába való visszatérésen gondolkodni. Ennek eredményeként egyelőre még csupán néhány dal erejéig működött közre néhány újabb lemezen, de a további folytatás nincs kizárva.

## Ismertebb lemezei

### Albumok

#### Szólistaként
- 1978 Disco Darling – Warner Brothers 56537 (LP)
- 1979 Spanish Dancer – WEA 58044 (LP)

#### Peter Kenttel közösen
- 1987 LP – Bellaphon 260.31.001 (LP)
- 1988 Y tú – Bellaphon 260.31.014 (LP)
- 1992 Ambiente – Polydor 513 408 (CD)
- 1995 Mar y sol – Polydor 527 676 (CD)

#### Jens Gaddal és másokkal közösen
- 2005 Secrets of Seduction (Luisa csak 3 számot énekel) – Globe  542MOM
- 2006 Le Spa Sonique (Luisa csak 1 számot énekel)  – Sequoia Records X122
- 2007 Amadas Estrellas  – Sequoia Records X124

### Kislemezek

#### Szólistaként
- 1978 Lay Love on You / Make Me Feel Alright – Warner Bros. 17 061
- 1978 Ein Mann wie du / Disco Boy – Warner Bros. 17 166 (Német változat)
- 1978 Loca por ti / Make me Feel Alright – Hispavox 1745 (Spanyol változat)
- 1978 Give Love a second Chance / Dance, Baby, Dance Around – Warner Bros. 17 195
- 1978 Stop / Cool It Baby – Warner Bros. 17 259
- 1978 Stop / Give Love a Second Chance – Warner Bros. 17 305 (csak Franciaországban!)
- 1978 Stop / Granada – Warner Bros. 26 077 (12") (csak Belgiumban)
- 1979 Granada / Don't Wait Too Long – Warner Bros. 17 290
- 1979 We All Love You, Superman / Back in the City – Warner Bros 17 317 (7") / 26 081 (12")
- 1979 Sei il più forte Superman / Back in the City – Warner Bros 17 350 (Olasz változat)
- 1979 New York Dance / Children of the World Unite (single edit) – WEA 18 042
- 1979 Dead End Street / Light Up My Life – WEA 18 088
- 1979 Dead End Street – Too Much Too Long / Light up my life – WEA 28 063 (12")
- 1980 Love Me Tonight / Waiting for the Weekend – WEA 18 313
- 1981 Africa / Mystic Eyes – WEA 18 492
- 1982 Take Me / Take Me (instr.) – WEA/Mambo 19 260
- 1982 Take Me / Oh vuelve (Spanyol változat) – WEA/Mambo 24.9996
- 1983 Like a Hurricane / When They Played the Tango – WEA/Mambo 24.9567
- 1986 Girls Play Dirty / Welcome Daddy, Hello Mama – Bellaphon 100 31 023 (7") / 130 31 003 (12")
- 2006 Lay Love on You (Del Piero edit) (Justice vs Luisa Fernández) – (csak MP3 formátumban létezik!)

#### Peter Kenttel közösen
- 1986 Sólo por ti / Sé que te irás – Bellaphon 100 31 020 (7") / 120 31 002 (12")
- 1986 Quiero que seas mi amante (= Sólo por ti – 4:11) / Sé que te irás – CNR 145 253 (csak Hollandiában és Belgiumban!)
- 1987 Con esperanza / A tu lado (Luisa egyedül énekli) – Bellaphon 100 31 030 (7") / 120 31 030 (12")
- 1987 Quizás, quizás, quizás / Sufro – Bellaphon 100 31 031
- 1987 Dos horas más / Amigos – Bellaphon 100 31 034
- 1987 Lay love on you (Remake ’87) / (instr) – Zyx 1333 (7") / 5713 (12")
- 1988 Mañana / El bosque – Bellaphon 100 31 046
- 1988 Y tú / Un sueño – Bellaphon 100 31 048 (7")
- 1988 Y tú / Mañana – Bellaphon 120 31 048 (12")
- 1989 Porque no / Balla Salsa – Bellaphon 100 31 051 (7") / 120 31 051 (12")
- 1990 La luna lila (Purple Moon) / Paz y libertad – Bellaphon 100 31 058 (7") / 120 31 058 (12")
- 1991 Illusion (Ilusión) / Pensando en ti – Bellaphon 100 31 062 (7") / 120 31 062 (12")
- 1992 Fiesta del sol / Corazón – Polydor 863 648 (7") / 863 649 (CDM)
- 1992 Perdona / Te gusta – Polydor 865 572 (7") / 865 573 (CDM)
- 1993 Viva / Ambiente – Polydor 859 268 (7") / 859 269 (CDM)
- 1995 Hoy / Pura vida / Mezela – Polydor 527 676
- 1995 Mar y sol / Amor fatal / Mar y sol (extended version) – Polydor 579 219

### Válogatások (Peter Kenttel közösen)
- 1989 Ihre Grössten Erfolge – Bellaphon 290.31.016 (CD)
- 1991 The Maxi Hits – Bellaphon 288.31.008 (CD)
- 1994 The Hit Collection – Bellaphon 993.31.001 (CD)
- 1995 Cinderella Rockafella – Spectrum Blue Chip (CD)
- 2002 It's a Real Good Feeling [8 Track] – Laserlight (Delta Music)